# Kebele (Románia)
Kebele (románul Sânișor, németül Sankt Agnes) falu Romániában Maros megyében. Közigazgatásilag Jedd községhez tartozik.

## Fekvése
A falu Marosvásárhelytől 10 km-re keletre a Hosszú-patak mentén, hegyek között (kebelében) fekszik.

## Nevének eredete
Neve a magyar kebel főnévből való hajlat, mélyedés értelemben.

## Története
1567-ben már mai nevén szerepel. A falu eredetileg a Sóskút völgyében feküdt. A hagyomány Traianus útjának maradványairól, Tündér Ilona kastélyáról szól a kebelei tetőn. 1910-ben 215 lakosából 119 magyar és 96 román volt. A trianoni békeszerződésig Maros-Torda vármegye Marosi felső járásához tartozott. 1992-ben 196 lakosából 175 magyar és 21 román.

## Látnivalók
- Református imaháza 1974-ben épült, de a falunak régebben is volt temploma, melyről egy 1642-ből való kazettás mennyezet töredék tanúskodik.